# Франклин (окръг, Вирджиния)
Вижте пояснителната страница за други населени места с името Франклин.
Окръг Франклин (на английски: Franklin County) е окръг в щата Вирджиния, Съединени американски щати. Площта му е 1844 km², а населението - 47 286 души (2000). Административен център е град Роки Маунт.